# Les Aventures de Quentin Durward
Pour les articles homonymes, voir Quentin Durward (homonymie).
Pour plus de détails, voir Fiche technique et Distribution.
Les Aventures de Quentin Durward (Quentin Durward) est un film américain réalisé par Richard Thorpe et sorti en 1955.

## Synopsis
En 1465, Quentin Durward, un archer écossais, se rend à Péronne, à la cour de Charles le Téméraire, pour y rencontrer la comtesse de Marcroy que Lord Crawford, son oncle, veut demander en mariage. Celle-ci ne veut pas de ce mariage arrangé et fuit le château. Quentin Durward part à sa recherche et arrive finalement à la cour de Louis XI, où elle s'est réfugiée. Il va se trouver mêlé aux différends qui opposent à cette époque le roi de France et le duc de Bourgogne...

## Fiche technique
- Titre original : Quentin Durward
- Titre français : Les Aventures de Quentin Durward
- Réalisation : Richard Thorpe
- Scénario : Robert Ardrey, George Froeschel, d'après le roman Quentin Durward de Walter Scott
- Direction artistique : Alfred Junge
- Costumes : Elizabeth Haffenden
- Photographie : Christopher Challis, Desmond Dickinson (non crédité)
- Cadreur : Arthur Ibbetson (non crédité)
- Son : A. W. Watkins
- Musique : Bronislau Kaper
- Montage : Ernest Walter
- Coordinateur des combats et des cascades : Claude Carliez et son équipe
- Production : Pandro S. Berman
- Société de production : Metro-Goldwyn-Mayer
- Société de distribution : Loew's Inc.
- Pays de production :  États-Unis
- Langue originale : anglais
- Format : couleur (EastmanColor) — 35 mm — 2,55:1 (CinemaScope) — son Mono (copies optiques), Stéréo 4 pistes (copies magnétiques), (Western Electric Sound System)
- Genre : Film d'aventure
- Durée : 103 minutes
- Date de sortie : États-Unis : 21 octobre 1955

## Distribution
- Robert Taylor (V.F. : Jean Davy) : Quentin Durward
- Kay Kendall : (V.F. : Nelly Vignon : Isabelle, comtesse de Marcroy
- Robert Morley (V.F. : Louis Arbessier) : Louis XI
- George Cole : Hayraddin
- Alec Clunes (V.F. : Jacques Dacqmine) : Charles, duc de Bourgogne
- Duncan Lamont : Comte William de la Marck
- Laya Raki : la danseuse gitane
- Marius Goring (V.F. : Yves Brainville) : Comte Philippe de Creville
- Wilfrid Hyde-White : Maître Oliver
- Eric Pohlmann (V.F. : Claude Bertrand) : Gluckmeister
- Harcourt Williams : l'évêque de Liège
- Michael Goodliffe (V.F. : Roland Menard) : Comte de Dunois
- John Carson : Duc d'Orléans
- Moultrie Kelsall (V.F. : Claude Peran) : Lord Malcolm, l'ambassadeur d'Écosse
- Ernest Thesiger (V.F. : Henri Crémieux) : Lord Crawford
- Ambrosine Phillpotts : Lady Hameline

## Tournage
Les principaux lieux de tournage sont :
- Château de Bodiam, Sussex de l'Est (Angleterre) ;
- Château de Chambord, Loir-et-Cher ;
- Château de Chenonceau, Indre-et-Loire ;
- Château de Maintenon, Eure-et-Loir.